# Lagalyita
La lagalyita és un mineral de la classe dels òxids.

## Característiques
La lagalyita és un òxid de fórmula química Ca2xMn1-xO₂·1.5-2H₂O (x = 0.05–0.08). Va ser aprovada com a espècie vàlida per l'Associació Mineralògica Internacional l'any 2016. Cristal·litza en el sistema monoclínic. És químicament similar a la rancieïta.
Els exemplars que van servir per a determinar l'espècie, el que es coneix com a material tipus, es troben conservats a les col·leccions mineralògiques de la Universitat de Freiberg, a Alemanya, amb els números de catàleg 84104 i 84105.

## Formació i jaciments
Va ser descrita a partir de mostres de dos indrets d'Alemanya: la mina Christbescherung, situada a la localitat de Großvoigtsberg (Mittelsachsen, Saxònia), i a la mina Das Aufgeklärte Glück, a Hasserode (Harz, Saxònia-Anhalt), sent aquests dos indrets els únics a tot el planeta on ha estat descrita aquesta espècie mineral.